# یوکو سومالاینن
یوکو سومالاینن (فنلاندی: Jouko Suomalainen؛ زادهٔ ۸ آوریل ۱۹۴۹) بازیکن فوتبال اهل فنلاند است.
از باشگاه‌هایی که در آن بازی کرده‌است می‌توان به باشگاه فوتبال کوپیون پالوسئورا اشاره کرد.
وی همچنین در تیم ملی فوتبال فنلاند بازی کرده‌است.